# Elena Aldunate
María Elena Aldunate Bezanilla, más conocida como Elena Aldunate (Santiago, 1 de marzo de 1925-ibídem, 2005) fue una escritora feminista, cuentista y libretista de radio chilena perteneciente al grupo de escritoras de la generación del 50 en las que también están Mercedes Valdivieso, Elisa Serrana, Marta Jara y Matilde Ladrón de Guevara, entre otras. Incursionó en cuento, novela y relato corto dentro de los subgéneros como la ciencia ficción, fantasía, costumbrismo y literatura para niños.

## Biografía
Creció en una familia tradicional y de clase alta chilena. Su padre fue el también escritor y Premio Nacional de Literatura 1976 Arturo Aldunate Phillips.
Estudió danza y teatro en la Universidad de Chile y la Universidad Católica de Chile respectivamente, oficio que abandonó tras casarse a los 19 años.

## Trayectoria literaria
Debutó en el ámbito literario con Candia en 1950, y sus sucesivos tres trabajos abordaron la óptica feminista, hasta que en la década de 1970 incursionó en la ciencia ficción género en el que se transformó como una de las autoras más prolíficas. En este contexto, es considerada como una de las pioneras de la ciencia ficción chilena junto a Francisco Miralles, Ernesto Silva Román, Luis Enrique Délano y Hugo Correa; en particular, recibió el apodo de «la dama de la ciencia ficción».

## Obra
- Candia (Santiago: Editorial Nascimento, 1950).
- María y el mar (Santiago: Editorial del Pacífico, 1953).
- Juana y la cibernética (Santiago: impresión de 1963).
- Ventana Adentro (1961).
- Ur - y Alejandra (Santiago: Editorial Universitaria, 1961, 1987, 1989, 2001).
- El señor de las mariposas (Santiago: Editorial Zig-zag, 1967).
- Angélica y el delfín (Santiago: Eds. Aconcagua, 1976).
- Del cosmos las quieren vírgenes (Santiago: Editorial Zig-Zag, 1977).
- Francisca y el otro (Santiago: Pomaire, c1981).
- El molino y la sangre (Barcelona: Acervo, 1993, c1992).
- Cuentos de Elena Aldunate: la dama de la ciencia ficción (Santiago de Chile: Editorial Cuarto Propio, 2011).
- " Golo"